# Motorsport i Turkiet

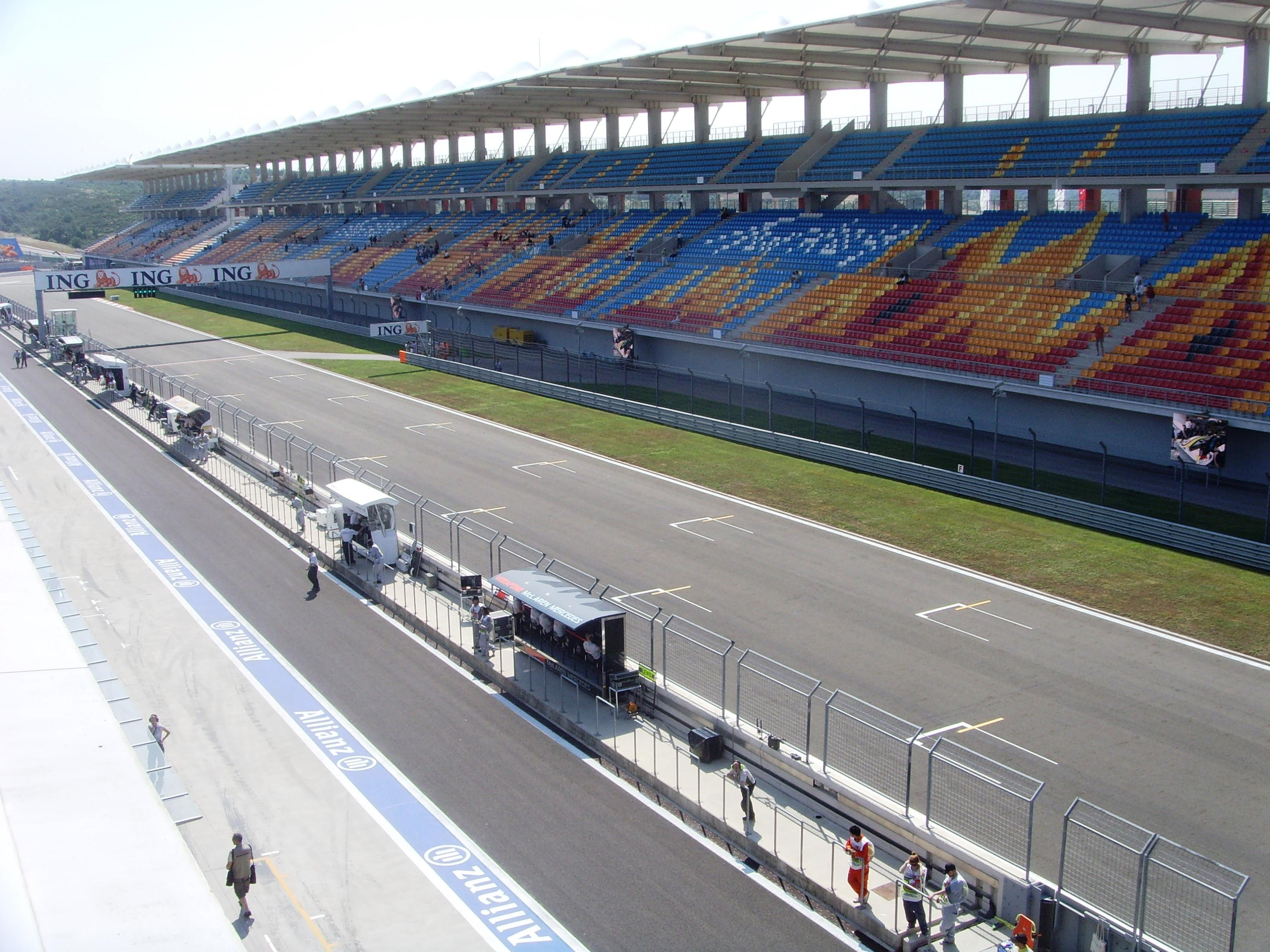
Start och mål på Istanbul Park.

Turkiet har alltid varit en liten nation inom motorsporten, men har sedan 2000-talets början etablerat sig som en arrangörsnation för internationella evenemang.

## Verksamhet

### Turkiets Grand Prix
Under 2004 tillkännagav formel 1:s kommersiella chef Bernie Ecclestone att han ingått ett långsiktigt avtal med Turkiet och Istanbul att arrangera en tävling i VM. Istanbul Park stod klar i tid och förarna imponerades av dess design med kuperade sektioner, och en jämn blandning mellan snabba och långsamma kurvor. Banan etablerade sig som formel 1:s fjärde snabbaste bana, och en kombination kallad kurva 8 består av fyra snabba svängar till vänster, blev känd som den mest fysiska kurvan av alla. 2006 hotades dock banans arrangörsstatus av att Nordcyperns president delade ut förstapriset till vinnaren Felipe Massa. Det uppfattades som en politisk markering i och med att det turkiska Cypern inte är erkänt av omvärlden, och arrangörerna fick betala rekordböter. Banan har även hotats av försenade betalningar och av att den har lockat alltför få åskådare. 

### Övrigt
Kenan Sofuoglu skrev historia när han 2007 blev förste turkiske världsmästare, då han vann Supersport-VM för Ten Kate Honda, efter att ha dominerat säsongen. Hans flytt till Superbike gick inte som planerat säsongen därpå, och den tillfälliga populariteten för roadracing i Turkiet har dalat. Annars så arrangerade Turkiet tre VM-deltävlingar i MotoGP, ett par i WTCC, en tävling i DTM och även i FIA GT innan Istanbuls problem började. Turkiet är även arrangör för VM i motocross.